# Episodi di The Affair - Una relazione pericolosa (quarta stagione)
La quarta stagione della serie televisiva The Affair - Una relazione pericolosa (The Affair), composta da dieci episodi, è stata trasmessa sul canale statunitense via cavo Showtime dal 17 giugno al 19 agosto 2018.
In Italia, la stagione è andata in onda sul canale satellitare Sky Atlantic dal 29 agosto al 26 settembre 2018.
Ruth Wilson, Joshua Jackson, Omar Metwally e Catalina Sandino Moreno lasciano la serie. Julia Goldani Telles riappare come guest star.
| nº | Titolo originale | Titolo italiano           | Prima TV USA   | Prima TV Italia   |
| -- | ---------------- | ------------------------- | -------------- | ----------------- |
| 1  | 401              | Los Angeles               | 17 giugno 2018 | 29 agosto 2018    |
| 2  | 402              | Incontri                  | 24 giugno 2018 | 29 agosto 2018    |
| 3  | 403              | Il ricevimento            | 1º luglio 2018 | 5 settembre 2018  |
| 4  | 404              | Scoprirsi                 | 8 luglio 2018  | 5 settembre 2018  |
| 5  | 405              | Una donna dal passato     | 15 luglio 2018 | 12 settembre 2018 |
| 6  | 406              | Verità nascosta           | 22 luglio 2018 | 12 settembre 2018 |
| 7  | 407              | Bagno di Luna             | 29 luglio 2018 | 19 settembre 2018 |
| 8  | 408              | Un fiore per Alison       | 5 agosto 2018  | 19 settembre 2018 |
| 9  | 409              | La verità                 | 12 agosto 2018 | 26 settembre 2018 |
| 10 | 410              | La vita, nonostante tutto | 19 agosto 2018 | 26 settembre 2018 |

## Los Angeles
- Titolo originale: 401
- Diretto da: Mike Figgis
- Scritto da: Sharr White

### Trama
L'episodio si apre con Noah e Cole in una stazione di servizio, i due sono alla ricerca di Alison che pare sia scomparsa da tre giorni, infatti sospettano che possa esserle accaduto qualcosa visto che non si è messa nemmeno in contatto con Joanie.
Tornando indietro di qualche settimana, Helen si è trasferita a Los Angeles con Stacey e Trevor, per andare a vivere con Vic in una lussuosa villa, allo scopo di stare più vicini ai genitori di Vic, mentre Whitney e Martin ora frequentano l'università, inoltre Vic ora è primario di chirurgia. Anche Noah si trasferisce a Los Angeles per stare vicino Trevor e Stacey, trovando lavoro in un liceo, una scuola privata, il suo capo è la preside Janelle Wilson. Noah rimane molto colpito da Anton, uno studente che sta ripetendo l'ultimo anno essendo stato bocciato per aver copiato, ciò nonostante mostra una spiccata intelligenza nei confronti della letteratura. Trevor fa coming out, poi Noah va a cenare con Vic, Helen e i suoi figli, ma lui e la sua ex moglie litigano sempre. Helen ha modo di conoscere la sua vicina di casa, la giovane e affascinante Sierra, inoltre va da un analista, sembra che abbia dei problemi, infatti benché in apparenza la sua vita sembri perfetta, lei teme che a breve accadrà qualcosa di brutto. Mentre Helen e Vic si preparano ad andare a letto, Helen vede Vic in bagno, mentre era intento a lavarsi i denti, a terra privo di sensi.

## Incontri
- Titolo originale: 402
- Diretto da: Rodrigo García
- Scritto da: Sarah Treem

### Trama
Nel presente Cole e Noah sono ancora alla ricerca di Alison in auto, e non sono soli, infatti in loro compagnia c'è Anton.
Cole e Alison stanno per cedere le loro quote del Lobster Roll a degli investitori stranieri, mentre Alison lavora come consulente, inoltre sta studiando per ottenere la laurea in psicologia. Alison conosce Ben, il quale lavora con i veterani, un tempo era un marine ed ha sofferto di disturbo da stress post-traumatico.
Il matrimonio di Cole e Luisa è in piena crisi, tutto è iniziato quando Cole era al telefono in auto, quindi Luisa era al volante, e un poliziotto li ha fermati a causa di un fanale rotto, Luisa ha rischiato molto infatti l'agente di polizia avrebbe potuto scoprire che è un'immigrata clandestina, fortunatamente ha ricevuto un'altra segnalazione e quindi ha sorvolato. Luisa sente di essere troppo dipendente dal marito, è costretta a usare le sue carte di credito, non può usare il suo titolo di studio per trovarsi un lavoro, tra l'altro non avendo figli e non essendo una studentessa se chiedesse la green card ci vorrebbero dieci anni e verrebbe rimandata in Ecuador senza la possibilità di esenzione. Ma ciò che veramente la turba è la consapevolezza che un giorno Cole la lascerà per Alison, dato che è ancora palesemente innamorato di lei. Stufo di litigare con Luisa esce a fare una passeggiata notturna per la spiaggia dove conosce Bram, il quale si gode un falò con i suoi amici, che offrono da bere a un ignaro Cole che viene drogato, e il mattino dopo si sveglia con la faccia imbrattata di disegni.
Cole è furioso, e impugna un fucile, ma Luisa lo disarma e lo aiuta a calmarsi, poi riceve una chiamata da Alison, lei e Joanie sono bloccate per strada quindi Cole le raggiunge e aggiusta l'auto, inoltre hanno modo di parlare delle loro opinioni opposte sulla vendita del Lobster Roll.
Alison affronta un caso di una donna di nome Abby che ha perso sua figlia, ha paura del marito che è diventato un uomo estremamente rabbioso dopo la loro perdita, Alison le suggerisce di lasciarlo, ma poi il marito di Abby, Tony, si presenta nel suo ufficio con intenzioni poco amichevoli, ma interviene Ben che lo mette fuori combattimento, infine Tony viene arrestato con sommo dispiacere del figlio e della moglie, e lo sguardo di Alison incrocia quello carico di disprezzo di Abby benché volesse solo aiutarla. 
Ben e Alison vanno a mangiare insieme e lui le racconta di quanto la vita sia stata dura per lui dopo che è tornato a casa dal Medio Oriente, inoltre ha pure smesso di bere. In breve i due, che iniziano a provare dei sentimenti l'uno per l'altra, cominciano a uscire insieme.

## Il ricevimento
- Titolo originale: 403
- Diretto da: Colin Bucksey
- Scritto da: Katie Robbins

### Trama
Nel presente Cole, Noah e Anton sono ancora in auto, in Pennsylvania, alla ricerca di Alison, poi Cole parla al telefono con Athena che lo informa che nella casa di Alison non ci sono segni di effrazione e sembra che l'ultima persona che aveva contattato fosse Ben, il quale si rivela essere un uomo sposato
Noah scopre da un suo collega che Anton è il figlio di Janelle, la quale non gode di molta simpatia tra i suoi colleghi, che la ritengono troppo severa nei suoi parametri disciplinari, è stata proprio lei a bocciare Anton dopo aver scoperto che aveva copiato proprio per farne un esempio dato che è da pochi anni che è diventata preside.
Mentre Noah tiene una lezione ispira i suoi studenti spiegando loro la forza dell'unità di gruppo, e quindi Anton mette in piedi uno sciopero, gli studenti escono dall'istituto per protestare e arriva la polizia. Alcuni giornalisti televisivi intervistano Janelle la quale però non se la cava molto bene, ma poi Noah prende la situazione in mano facendo una buona impressione, tanto che viene confuso lui stesso per il preside. Janelle, umiliata, beve al bar con Noah e gli spiega che lei e il marito sono divorziati, e che amava il suo lavoro alla scuola pubblica, ma accettò il posto di preside in una scuola privata per apportare dei cambiamenti positivi, ma le cose non le stanno andando molto bene. Poi Noah bacia Janelle e le cose tra i due si fanno un po' imbarazzanti.
A Vic viene diagnosticato un tumore al pancreas, gli restano pochi mesi di vita, Helen è distrutta inoltre si arrabbia quando Vic le dice che non intende curarsi ritenendolo inutile. Vic non intende nemmeno riferire ai suoi genitori delle sue gravi condizioni di salute, l'unica cosa che vuole da Helen è un figlio.
Helen parla con il suo analista, che le spiega che lei non può pretendere di poter effettivamente fare qualcosa per aiutare Vic con la malattia, può solo dargli il suo amore. Helen capisce che l'idea di perdere Vic e la bellissima vita che hanno costruito insieme la spaventa, lei lo ama sinceramente, ma non vuole dargli un figlio e lui ne è consapevole, quindi sapendo che lei lo deluderà avrà una scusa per arrabbiarsi con lei, dato che non può farlo con la malattia.
Helen accompagna Vic a un ricevimento in suo onore al quale prendono parte anche i suoi genitori, Helen rivela alla madre di Vic del tumore, ma lei e il marito non vogliono nemmeno affrontare l'argomento. Mentre Vic è in auto con Helen si arrabbia con lei per aver detto tutto ai suoi genitori, spiegandole che suo padre a Beirut era un cardiologo stimato, ma quando si trasferirono a Los Angeles lui accettò di lavorare in un'umile lavanderia pur di guadagnare l'indispensabile per permettere a Vic di studiare a fare carriera, e quel ricevimento doveva essere il trionfo del loro duro lavoro, ma Helen dicendo loro del tumore ha rovinato tutto, affermando che l'unica cosa che vuole da lei è un figlio.

## Scoprirsi
- Titolo originale: 404
- Diretto da: Rodrigo García
- Scritto da: Sarah Treem

### Trama
Nel presente Cole, Noah e Anton sono ancora in auto, tra l'altro Cole e Noah si mettono in contatto con Jeffries il quale non prende molto sul serio la scomparsa di Alison, non prestando nemmeno molta importanza a Ben, benché Cole sia convinto che lui è il responsabile della sparizione di Alison. Poi i tre si fermano in una stazione di servizio e Cole riceve una telefonata da Luisa.
Alison si mette in contatto con Noah che la invita a venirlo a trovare a Los Angeles, Alison va a un convegno su una nuova tecnica da usare per il disturbo da stress post-traumatico, e lì incontra Ben, che usa su di lei la tecnica e Alison gli rivela che l'oceano non le piace perché suo figlio Gabriel morì affogando, doveva essere Cole a tenerlo d'occhio ma lui stava flirtando con un'altra donna, ma poi Alison inizia a mettere a fuoco un altro ricordo spiacevole sull'oceano, un sogno ricorrente dove lei affogava e una persona la salvò.
Ben noleggia una barca e i due si baciano, infine fanno un bagno in acqua. Cole intanto trova Bram e minaccia di dargli fuoco con un liquido infiammabile, a meno che non lo segua. Bram è un tossico, e Cole infatti lo vuole aiutare e lo porta a una riunione degli alcolisti anonimi, e lì Cole ha modo di conoscere Ben (ignorando che lui e Alison si frequentano) scoprendo che è un alcolista, e che ha una moglie e dei figli. Ben parla della donna che ora sta frequentando (Alison) confessando che le donne gli fanno venire voglia di bere.
Luisa informa Cole che ha deciso di fare domanda per la cittadinanza, Cole però le fa notare che non appena farà domanda e si verrà a sapere che lei al momento non è una cittadina con i permessi in regola, verrà espulsa. Ma Luisa ha trovato una soluzione, lui dovrà far firmare a Alison un'esenzione per patimento dove viene attestato, facendo leva sul passato di instabilità mentale di Alison, che lei non è idonea a fare la madre, e Luisa agli occhi della legge sarà la tutrice primaria di Joanie, anche se Alison avrà la custodia congiunta, ha pure scritto una dichiarazione a nome di Joanie. Cole non intende mostrare quei documenti a Alison, non avendo intenzione di umiliarla sottolineando l'ipocrisia di Luisa dato che è stata lei a far sì che Alison ottenesse l'affidamento congiunto, tra l'altro lui ha capito che quello di Luisa è solo un modo per mettere alla prova Cole per vedere se avrebbe scelto lei o la sua ex moglie. Luisa litiga con suo marito quando gli domanda se la seguirebbe in Ecuador nell'eventualità in cui venisse espulsa, e lui le risponde di no dato che non potrebbe separarsi da Joanie. Luisa afferma che invece che una moglie, lei sente di essere una "domestica" per suo marito.
Cole va da Cherry e lei gli spiega che anche se ama Luisa lei non sarà mai felice finché metterà Alison al primo posto. Cherry rivela a Cole che suo padre poco prima che lui nascesse aveva fatto un viaggio di sei mesi in California, un walkabout, proprio su richiesta di Cherry dato che era molto turbato, e al suo ritorno portò con sé una tavola da surf. Cole va da Alison a prendere Joanie dicendole che ha deciso di vendere il Lobster Roll quindi entrambi decidono di firmare il contratto per cedere le loro quote, poi Cole vede Ben che è venuto per Alison, scoprendo quindi che è lei la donna che vede. Ben gli spiega che non le ha detto di essere sposato, e che il suo è un matrimonio infelice, ma gli promette che le dirà tutto a tempo debito. Cole decide di non dire nulla a Alison nonostante fosse tentato.
Cole torna a casa e vede una cartolina che suo padre Gabriel aveva inviato a Cherry da Morro Bay, poi vede che Luisa sta preparando le valigie, ha deciso di andare a stare da sua madre, lei ci rimane male nell'apprendere che suo marito non ha presentato a Alison quei documenti, anche se Cole le spiega che non avrebbero avuto valore in quanto un qualunque giudice nel vederli avrebbe capito che erano una falsa e che Luisa legalmente è solo un "ausiliare" per la famiglia. Luisa spiega a Cole che lei lo ama sinceramente e ritenendo di essere una persona migliore di Alison sperava che Cole un giorno vedesse lei come quella per cui "vale la pena combattere" e non Alison. Cole comprende che sua moglie merita di meglio quindi le fa una proposta: lei resterà a casa e sarà lui a partire per un walkabout. Luisa accetta per il loro bene dato che vuole ancora salvare il loro matrimonio
A fine episodio Cole parte in auto per la California con la tavola da surf di suo padre, con Luisa che lo guarda mentre va via.

## Una donna dal passato
- Titolo originale: 405
- Diretto da: Jessica Yu
- Scritto da: David Henry Hwang (soggetto); David Henry Hwang e Sharr White (sceneggiatura)

### Trama
Vic va a trovare i suoi genitori in lavanderia spiegando loro che saranno i beneficiari della polizza sulla sua vita e dei suoi risparmi, dopo la sua morte, e che lui e Helen stanno provando ad avere un bambino. Vic rimane deluso perché, oltre al fatto che gli fanno notare che Helen è una donna di mezza età e che non può avere figli, loro non vogliono affrontare l'argomento della sua morte nella maniera più assoluta. Vic ha una difficile giornata al lavoro, quando deve informare una coppia sposata che la loro bambina potrebbe aver contratto un tumore al fegato, a la madre piange dalla disperazione. Vic e Helen vanno da un medico che accerta che la donna non riesce a rimanere incinta, Vic poi si arrabbia con Helen quando quest'ultima gli rivela che non ha fatto tutte le iniezioni ormonali necessarie, infatti lei non vuole un bambino che sarà costretta a crescere da sola. Vic si toglie uno sfizio e si compra una Porsche molto costosa, poi va a fare un giro in auto con Sierra e vengono fermati da un poliziotto per aver infranto il limite di velocità. Vic porta Sierra a casa sua, e impara a conoscerla meglio, lei vive un'esistenza vuota infatti ha ventinove anni, non è sposata, non ha figli e nemmeno una carriera. Vic, dopo averle detto del tumore che a breve lo ucciderà, le spiega quanto sia stata dura la sua vita come figlio di immigrati, sentendo di essersi preso cura lui dei suoi genitori e non il contrario, volevano dei nipoti da lui, ma nonostante Vic sia diventato un medico di successo e si sia trasferito a Los Angeles per prendersi cura di loro, per capriccio decise di non volere dei figli, o almeno non per loro, ammettendo che la ragione per cui era attratto da Helen era dovuta al fatto che i suoi genitori non avrebbero gradito il fatto che si mettesse con una donna che aveva già dei figli suoi. Vic si mette a piangere avendo realizzato che ha quarantacinque anni, sta per morire, è ha solo vissuto per compiacere i suoi genitori o in reazione a loro, poi lui e Sierra si baciano e fanno sesso, infine Vic torna a casa sua.
Cole va a Morro Bay per il suo walkabout, lo stesso luogo dove fece tappa suo padre Gabriel quando a suo tempo fece la medesima esperienza, poi va da dei commercianti di tavole da surf per sapere dove Gabriel acquistò la sua. I commercianti gli spiegano che la sua tavola da surf è intagliata in legno, un pezzo originale probabilmente risalente agli anni settanta, a quel tempo nella zona non c'erano molti negozi di tavole da surf e probabilmente quella tavola deve averla intagliata qualcuno personalmente, comunque notano uno strano marchio sulla tavola, una "N" e una "G" sovrapposte, e spiegano a Cole che c'è un negozio con quel marchio, ma non è un negozio di tavole da surf, ma un negozio di opere d'arte gestito da una donna di nome Nan. Cole va lì e Nan lo confonde per Gabriel. Cole capisce di essere nel posto giusto e spiega a Nan che lui è il figlio di Gabriel e poi le fa vedere la tavola da surf, è stata Nan a intagliarla, l'unica da lei realizzata, lei è felicissima di conoscere il figlio di Gabriel e lo invita a stare da lei durante la sua permanenza a Morro Bay. Nan dà una festa a casa sua, e Cole rimane affascinato da Delphine, giovane e bella artista, protetta di Nan. Cole le chiede in che rapporti era con suo padre, e Nan senza peli sulla lingua gli rivela che erano amanti, lei lo descriveva come un uomo affascinante, passionale, romantico, avventuroso e desideroso di viaggiare. Cole fa fatica a identificare suo padre con questa descrizione avendo sempre visto Gabriel come un ubriacone rabbioso perennemente infelice. Nan rimane turbata nell'apprendere da Cole che Gabriel è morto già da molti anni. Nan fa vedere a Cole le lettere che lei e Gabriel si sono scambiati dopo che lui tornò a Montauk, avevano conservato un rapporto epistolare, Nan era per Gabriel l'amore della sua vita, fu costretto a tornare a Montauk dato che Cherry aveva minacciato di suicidarsi mentre era incinta di Cole nel caso non fosse tornato. Cherry rimase incinta altre volte nel corso degli anni e Gabriel era sempre più infelice, le lettere che inviava a Nan erano sempre più tristi ormai anche il ricordo del loro amore gli procurava sempre più dolore. Nan vedeva Gabriel come la sua anima gemella e fa notare infatti a Cole che la "N" e la "G" del suo marchio sono le loro iniziali (Nan e Gabriel). Nan spedì a Gabriel delle lettere per aiutarlo, dove c'erano dei passaggi che lo avrebbero guidato a un "esorcismo" dell'amore che provava per lei, sembra che funzionò dato che nell'eventualità di un successo lui avrebbe dovuto restituirle tutte le lettere che gli inviò, cosa che fece, ciò vuol dire che l'esorcismo funzionò e che Gabriel smise di amare Nan. Cole va a dormire ma continua a pensare a Alison, quindi il mattino dopo chiede a Nan di fare anche a lui lo stesso esorcismo. Con l'aiuto di Delphine trova in natura un profumo che gli ricorda Alison e lo avvolge in una lettera dove Delphine scrive tutto quello che Cole ama di Alison, come la sua intelligenza, il fatto che conosce tutti i difetti di Cole e la forza con cui affronta il dolore, al contrario di Cole il quale, dopo la morte di suo figlio, non voleva accettare di essere in lutto quindi fu Alison a farsi carico di tutto il dolore apparendo come una persona debole. Cole e Delphine accendono un fuoco sulla spiaggia e Cole lancia dei sassi attorno a esso e ognuno di loro rappresenta una ragione per cui lui odia Alison: la sua incapacità di perdonare, il fatto che non gli avesse fatto capire quanto fosse infelice, l'averlo lasciato per Noah, aver rinunciato al loro matrimonio, il fatto che sceglie sempre uomini sbagliati, ma soprattutto odia che non riesce a dimenticarla. Cole brucia nel fuoco la lettera e il profumo con l'intenzione di dimenticare Alison, poi lui e Delphine passano la notte a fare l'amore, ma il mattino dopo Cole ammette di essere ancora più confuso, e informa Nan che ha deciso di tornare da Luisa a Montauk. Cole guarda il timbro postale sulla confezione con cui si presume che Gabriel avesse rimandato indietro a Nan le sue lettere, che riporta la data di due anni dopo la morte di suo padre, e Cole quindi spiega a Nan che è impossibile dunque che Gabriel possa averle spedite, Cole capisce che Cherry deve averle trovate e deve averle spedite a Nan per farle credere che Gabriel non fosse più innamorato di lei. Nan si mette a piangere, avendo veramente creduto che Gabriel avesse smesso di amarla, chiedendo a Cole in quali circostanze è morto. Cole le dice che si tolse la vita il giorno del suo decimo compleanno, l'esorcismo non funzionò e Gabriel si tolse la vita perché non riusciva a vivere senza Nan, suicidandosi due settimane dopo aver ricevuto l'ultima lettera di Nan, e Cole capisce che la tavola da surf, l'ultimo ricordo di Nan, era la cosa a cui più teneva. Cole informa Dephine che tornerà a Montauk, ma non per Luisa, infatti sua moglie merita un uomo che possa amarla senza riserve, e lui continua a pensare solo a Alison nonostante i suoi sforzi per dimenticarla, infatti Cole vuole andare da Alison per dirle cosa prova non volendo fare la stessa fine di suo padre. Delphine afferma che Alison è fortunata ad avere l'amore di Cole e gli augura di prendersi cura di se stesso. Cole prima di lasciare Morro Bay guarda un'ultima volta Morro Rock sorridendo dicendo "Grazie papà".

## Verità nascosta
- Titolo originale: 406
- Diretto da: Stacie Passon
- Scritto da: Lydia Diamond e Sarah Sutherland

### Trama
Alison è in compagnia di Athena e Joanie, quest'ultima sente la mancanza di Cole da quando è andato in California, tra l'altro gli investitori stranieri che hanno acquistato da Alison le sue quote del ristorante le regalano una bottiglia di vino. Alison spiega ad Athena che vuole intestare il libretto di risparmi che suo nonno aveva aperto per Alison a Joanie e versare lì i soldi della vendita delle quote. Alison nota che Athena sta evitando alcune telefonate, e quindi le prende il cellulare e scopre che a contattarla è James, il padre di Alison che lei non ha mai conosciuto.
Noah riceve da Anton un tema scritto da lui e lo fa vedere a Janelle, dove lui descrive la madre come una persona che usa il figlio e i suoi potenziali successi accademici per punire l'ex marito, inoltre Anton sta pensando di fare domanda per Princeton. Noah, che aveva speso molti soldi per andare a vedere un concerto con Trevor, riceve un rifiuto da parte del figlio.
Alison va a trovare suo padre, lui vive a East Hampton, è sposato con Julie dalla quale ha avuto dei figli, è un uomo benestante. James le racconta che Athena, che a quel tempo si chiamava Shelly, era la baby sitter dei figli che aveva avuto dalla sua prima moglie, ebbero una storia e lei rimase incinta di Alison, per poi scappare via cambiando nome. James sta male, gli serve un trapianto di rene e vorrebbe l'aiuto di Alison. James afferma che prima di adesso, solo una volta ebbero modo di vedersi, Alison era solo una bambina, lei e Athena erano in spiaggia e casualmente James e i suoi figli passarono di lì, Alison rischiò di affogare ma James la mise in salvo. Alison capisce quindi che il suo non era un sogno ma un ricordo rimosso.
Alison va da Athena confessandole che ha conosciuto James, ma Athena le spiega che James ha distorto la verità raccontandole i fatti, lui l'aveva messa incinta violentandola, cambiò nome per scappare da lui. Alison va a trovare Ben in ufficio, ma lui non c'è, trova solo sua moglie che sta appendendo a una parete un disegno del loro bambino. Alison scopre quindi che Ben è sposato e che ha dei figli, e ci rimane male infatti lo aveva idealizzato, e ora scopre che è un bugiardo.
Alison, molto turbata per gli ultimi avvenimenti, va a trovare Noah a Los Angeles, quindi prende un aereo però l'uomo seduto accanto a lei inizia a importunarla, mettendole le mani addosso, quindi lei gli versa del vino e senza volerlo spinge per terra un'anziana signora, l'uomo che l'aveva importunata afferma di non averle fatto nulla e che lei si sta comportando come un'esaltata, e tutti confermano la sua versione, quindi gli assistenti di volo legano Alison a una sedia, e lei viene umiliata davanti a tutti.
Noah va da Janelle e lei gli racconta di quando studiò a Harvard, e lì che conobbe il padre di Anton, Carl, lui si mise nei guai per aver venduto della droga e lasciò l'università, si sentiva costantemente giudicato per via del colore della sua pelle, ora si oppone al sistema di istruzione dell'Ivy League, Janelle capisce che Anton l'anno scorso copiò proprio per farsi bocciare, perché la sua paura è quella di sminuire suo padre. Noah e Janelle si baciano ma poi arrivano Anton e Carl, quest'ultimo mostra un atteggiamento piuttosto livoroso nei riguardi di Noah, e si arrabbia quando scopre che Anton sta pensando di andare a Princeton, dato che Carl stava facendo pressione per indirizzarlo all'università statale.
Noah riceve una telefonata dalla polizia, infatti l'aereo di Alison è atterrato a Los Angeles, e lei ora è in stato di fermo quindi Noah la tira fuori di cella, e quando sono in auto lei gli racconta quello che è accaduto. Noah trova strano però che tra tutti i presenti sull'aereo nessuno avesse confermato che quell'uomo la stesse importunando, effettivamente anche Alison inizia a sospettare che si fosse immaginata tutto. Alison ha una crisi, quindi Noah la porta da Helen e Vic che gentilmente le fanno passare la notte in casa loro.
Noah lascia lì Alison dopo aver ringraziato Helen, quest'ultima confessa a Alison che ha sempre creduto che lei e Cole sarebbero tornati insieme. Alison le rivela di Ben e delle sue bugie, e chiede a Helen per quale motivo gli uomini la trattano sempre male, Helen le fa notare che lei proietta se stessa come una vittima perché sceglie di esserlo, ad esempio avendo scelto di avere una relazione con Noah benché sapesse che era sbagliato dato che era sposato, ma che se lo volesse potrebbe scegliere di diventare una donna forte e decisa, e che la cosa migliore da fare è chiudere con Ben, perché lei è ancora giovane e volendolo potrebbe essere felice e avere altri figli. Alison ringrazia sentitamente Helen per le sue belle parole.

## Bagno di Luna
- Titolo originale: 407
- Diretto da: Colin Bucksey
- Scritto da: Jaquén Castellanos & Sarah Sutherland (soggetto); Lydia Diamond e Sarah Sutherland (sceneggiatura)

### Trama
Helen ormai è entrata in menopausa, questo significa che non potrà più avere figli, e Vic diventa sempre più freddo e ostile con lei. Sierra la invita a venire con lei a Joshua Tree per un "Raduno della Luna", un evento per sole donne, e lei accetta dato che Stacey e Trevor staranno da Noah, vedendolo come una facile evasione dalla sua estenuante vita quotidiana.
Mentre sono in auto Helen e Sierra si conoscono meglio, e quest'ultima ammette che spesso va a letto con uomini sposati, poi arrivano a Joshua Tree e Helen fa una buona impressione alle altre donne quando fa un bel discorso sulla maternità dato che alcune di loro provavano incertezze sul ruolo della figura materna.
Mentre è insieme a Sierra nella tenda, Helen ha un rapporto sessuale con lei, poi le consiglia di smettere di avere relazioni con uomini sposati perché così rischia di compromettere la fiducia di intere famiglie. Helen e le altre donne del raduno vanno a una festa in una villa, e Helen, dopo aver passato un po' di tempo in una vasca di deprivazione sensoriale torna a casa in auto e raggiunge Vic in camera da letto, e in un momento di sincerità gli dice che non vuole che lui muoia, poi Vic si mette a piangere e i due fanno l'amore.
Noah dà delle lezioni di guida a Trevor, ma lui è sempre più ostile con suo padre, tra l'altro gli rivela che Vic gli ha già dato qualche lezione. Noah parla con Helen spiegandole che non riuscirà mai a costruire un buon rapporto con i suoi figli se Vic si mette sempre in mezzo, non percependo collaborazione né da parte di Vic né da parte di Helen, ma quest'ultima poi rivela a Noah che Vic a breve morirà per via di un tumore, e Noah mortificato per non aver capito che momento difficile stava passando Helen, decide di lasciarle un po' di spazio.
Quando Noah torna a casa trova Anton che gli rivela di volersi unire ai marines, ma Noah non è d'accordo dato che Anton vuole farlo solo per mettere le distanze dai suoi genitori che non fanno altro che litigare per decidere come manipolare il suo futuro. Noah lo porta da Janelle, poi vengono raggiunti da Carl, e Noah spiega che ha un'amica che insegna a Princeton e che magari Anton potrebbe visitarla, cercando di far capire a Janelle e Carl che Anton ha paura di deludere uno dei due e che scegliere i marines come terza opzione equivaleva a una via di fuga. Anton trova poi il coraggio di affrontare suo padre ammettendo che gli piacerebbe visitare Princeton.
Noah torna a casa e viene raggiunto da Janelle che ha deciso di portare Anton a Princeton, ma Noah si offre volontario per portarlo lui stesso visto che Janelle ha degli impegni con il consiglio scolastico, infine Janelle e Noah fanno l'amore. Noah e Anton prendono un aereo per Chicago, ma arrivati lì non riescono a prendere il secondo volo avendo mancato la coincidenza, poi Noah riceve una telefonata da Cole, il quale poi va a prendere all'aeroporto Noah e Anton, la paura di Cole e che possa essere accaduto qualcosa a Alison infatti anche Noah ha provato a mandarle dei messaggi sul cellulare senza avere risposta.

## Un fiore per Alison
- Titolo originale: 408
- Diretto da: Michael Engler
- Scritto da: Itamar Moses (soggetto); Itamar Moses e Sharr White (sceneggiatura)

### Trama
L'episodio inizia poco prima che Cole vada a prendere Noah e Anton all'aeroporto di Chicago, Cole è a Milwaukee dove Alison dovrebbe prendere parte a un convegno, lui vuole riconquistarla e le compra anche dei fiori, ma poi viene a sapere che il suo nome non è nel registro delle presenze, benché sia già il terzo giorno che il convegno si tiene a Milwaukee. Cole incontra Ben e gli chiede di Alison, ma Ben gli rivela che hanno smesso di frequentarsi dopo averle detto della sua famiglia, l'unica cosa che può dirgli e che qualche giorno fa era andata a Los Angeles a trovare Noah. Athena telefona a Cole dicendogli che il cellulare e il portafoglio di Alison sono nel suo appartamento, poi Cole parla al telefono con Noah per sapere di Alison spiegandogli che è sparita, ma Noah non ha idea di dova possa essere non avendola più sentita da quando è partita da Los Angeles. Cole è troppo stanco per proseguire il viaggio quindi va a Chicago a prendere Anton e Noah e portarli a Princeton, e contemporaneamente Noah lo aiuterà nella ricerca.
Calata la notte i tre si fermano in una stazione di servizio, e Cole riceve una telefonata da Luisa che gli passa Joanie, e Cole promette a sua figlia che tornerà a casa con sua madre. Il viaggio riprende e Athena li contatta avanzando l'ipotesi che James sia coinvolto nella sparizione di Alison. Poi Cole, Noah e Anton si fermano a dormire in un motel ma si vedono costretti ad andarsene dato che il direttore li caccia via dopo che Anton finisce a letto con sua figlia. Ripreso il viaggio Cole chiede a Noah se lui e Alison sono ancora amanti, ma Noah gli spiega che tra loro non c'è più niente, benché sarà sempre innamorato di lei, tra l'altro Noah capisce che Cole vuole tornare con la sua ex moglie avendo notato i fiori.
Il giorno dopo arrivano a East Hampton e vengono accolti da James e Julie in casa loro, purtroppo nemmeno James ha idea di dove sia, ma Cole non può fare a meno di rimproverarlo per non essere mai stato presente nella vita della figlia e di averla contattata dopo tanti anni più che altro per avere da lei un rene. James afferma che il problema di Cole e che lui cerca solo un colpevole a cui addossare tutte le responsabilità, poi James riceve una telefonata da Athena che lo sconvolge, e James riferisce a Noah e Cole di aver appena saputo da Athena che è stato ritrovato il corpo privo di vita di Alison, e Cole si mette a vomitare.
Noah, Cole e Anton vanno all'ufficio del coroner, venendo informati che Alison è morta per annegamento, Cole non ha il coraggio di identificare il corpo, e dunque il doveroso compito va a Noah che purtroppo conferma che quella è Alison. Cole è sicuro che ad averla uccisa è stato Ben, poi lui e Noah vanno al pontile vicino all'appartamento di Alison dove Jeffries spiega ai due che è lì che Alison si è buttata, lui è convinto che si è suicidata, il corpo è pieno di ferite dovute all'impatto con gli scogli, prima che il corpo venisse ritrovato era morta già da diversi giorni. Cole è consapevole che Alison non si è suicidata, lui cerca di convincere Jeffries a indagare su Ben, ma il detective afferma che ha un alibi, inoltre nell'appartamento di Alison non ci sono segni di lotta e il fatto che abbia trasferito i suoi soldi in un fondo per Joanie fa pensare che volesse lasciare tutto a posto prima di togliersi la vita.
Cole non può credere che Alison si sia suicidata, lui è convinto che Ben l'abbia uccisa o che l'abbia indotta lui al suicidio, quindi Cole e Noah vanno nel suo ufficio, e Ben, infastidito dalle loro accuse, sostiene che i veri colpevoli sono Cole e Noah dato che non si sono mai comportati bene con lei. Cole, arrabbiato come non mai, colpisce Noah con un pugno, ma poi scoppia a piangere e Noah cerca di rincuorarlo.
A fine episodio, Noah e Anton vanno a mangiare in un diner, e Noah vedendo una cameriera che gli ricorda Alison il giorno del loro primo incontro, si mette a piangere.

## La verità
- Titolo originale: 409
- Diretto da: Sam Gold
- Scritto da: Sarah Treem

### Trama
L'episodio ripercorre gli ultimi momenti di vita di Alison prima della sua tragica morte. Alison è sola in casa, mentre fuori è tutto tranquillo, poi sente qualcuno bussare alla porta: è Ben il quale le porta dei fiori. Alison lo fa entrare in casa sua, e Ben le rivela di avere una moglie e dei figli. Alison che già lo sapeva, non riesce a perdonarlo, lei è stata subito onesta con Ben raccontandogli del suo difficile passato mentre Ben le ha tenuta nascosta la verità sulla sua famiglia, e infatti non vuole più vederlo. Ben accettare la sua decisione informandola che comunque aveva già lasciato sua moglie dato che ormai non si amavano più. Notando che il lavandino di Alison perde acqua, lo aggiusta e gentilmente le prepara la cena. Quando Alison gli chiede per quale motivo tra lui e sua moglie è finita, Ben si limita a risponderle che lei voleva un marito forte e affidabile, ma la guerra lo aveva cambiato e ormai non era più capace di prendersi cura di sua moglie. Alison, dopo aver cenato con Ben, gli confessa che è stata colpa sua se Gabriel è morto, stava affogando in mare, ma nonostante riuscì a salvarsi i suoi polmoni erano pieni d'acqua, in effetti Cole si era accorto che stava male e voleva portarlo all'ospedale, ma Alison era ancora arrabbiata con suo marito che non aveva prestato attenzione a Gabriel mentre era in acqua dato che ci stava provando con un'altra donna, dunque decise di non portarlo in ospedale solo per fare un torto a Cole. Quando portarono Gabriel a casa lui morì nel sonno, per affogamento secondario, a causa dell'acqua nei polmoni. Alison è diventata più matura, ora è indipendente e ha una figlia, e nonostante sia orgogliosa di tutti i progressi che ha fatto ancora oggi non è in grado di lasciarsi alle spalle il dolore della morte di suo figlio e probabilmente non intende perdonare se stessa. Ben mette su un po' di musica e i due si mettono a ballare, Ben cerca di farle capire che non può trasformare la sua vita in un'infinita penitenza, e alla fine Alison e Ben fanno l'amore sulla terrazza, ora finalmente Alison pare aver trovato la felicità che tanto cercava.
In seguito si scopre che tutto quello che è accaduto non è mai successo realmente, infatti le cose sono andate diversamente. Fuori piove e Alison è tutta sola in casa, poi sente qualcuno bussare alla porta, si tratta di Ben, il quale è piuttosto nervoso. Alison lo invita a entrare, Ben è arrabbiato dato che è già da quattro giorni che Alison non si è più fatta sentire. Alison è consapevole del fatto che lui ha una moglie, ma decide metterlo alla prova chiedendogli se ha una famiglia, a quel punto Ben le mente spudoratamente affermando di non avere una moglie, temendo che Cole possa averle detto qualcosa. Alison spiega a Ben che lei ha amato solo due uomini, Cole e Noah, e li ha traditi entrambi perché, pur amandoli in maniera diversa, si è sentita una vittima con tutti e due: Cole rifiutava il dolore per la morte di Gabriel, è stata dunque Alison a farsi carico della sofferenza del marito oltre che della sua, apparendo così come una persona fragile mentre Cole agli occhi di tutti dava l'impressione di essere un uomo forte, Alison era convinta che prima o poi l'avrebbe tradita, invece Noah era preso solo dalla sua carriera e dalle sue ambizioni. Alison però ha capito che per troppo tempo ha dipinto se stessa come una vittima, ammettendo che è stata anche colpa sua se non ha funzionato né con Cole né con Noah. Ben inizia bere e le racconta che quando era in Medioriente, stanco e arrabbiato, uccise un bambino solo perché provava disgusto per lui; dopo aver sentito questa storia Alison lo invita ad andarsene, rivelandogli di essere a conoscenza del fatto che ha una moglie con la minaccia di raccontarle del suo tentativo di tradirla se continuerà a perseguitarla. Ben è furioso, non può accettare che Alison non voglia avere più niente a che fare lui, accusandola di aver tentato di rovinargli la vita, iniziando a diventare violento, Ben la prendi per il collo tenendola ferma, Alison prova vanamente a difendersi colpendolo con una ginocchiata allo stomaco, ma proprio quando stava per scappare Ben la spinge contro un mobile facendole sbattere la testa. Alison inizia a perdere sangue e Ben, sotto la pioggia, la porta di peso sul pontile. Alison affronta la morte senza paura, e Ben la getta in acqua, e lei muore dopo aver vissuto una vita di sofferenza.

## La vita, nonostante tutto
- Titolo originale: 410
- Diretto da: Rodrigo García
- Scritto da: Jaquén Castellanos e Katie Robbins (soggetto); Katie Robbins e Sarah Treem (sceneggiatura)

### Trama
Noah porta Anton a Princeton, Cole gli telefona gentilmente per sapere se Anton sta bene e chiedergli se verrà al funerale di Alison, sebbene Noah non sembra molto convinto della sua presenza. Noah ha modo di rivedere la sua vecchia amica dell'università, Ariel, che lavora come insegnante a Princeton. Ariel è piuttosto sorpresa nell'apprendere che Noah e Helen hanno divorziato, ma lo è ancora di più quando scopre che la seconda moglie di Noah è appena morta e lui non intende prendere parte al funerale. Anton fa una buona impressione agli studenti di Ariel, specialmente quando lei propone un testo che ha come tema la "contraddizione" dove Anton parla di Noah descrivendolo come un padre assente per i suoi figli che mostra solo falsi sorrisi. Noah si arrabbia con Anton, il quale sembra deciso a iscriversi a Princeton, tra l'altro Anton è convinto che per fare lo scrittore sia necessario essere dei sociopatici e trarre spunto dalle disgrazie altrui, proprio come Noah ha fatto con Alison, approfittando della sua tragica storia per scrivere "La discesa". Anton ha deciso di tornare a casa da solo incoraggiando Noah ad andare al funerale di Alison.
A Montauk si celebra il funerale di Alison, ormai sono trascorsi due giorni dal ritorno di Cole il quale tratta Luisa con ostilità, inoltre si arrabbia quando scopre che Athena ha fatto cremare Alison, con l'intenzione di spargere le sue ceneri nell'oceano, benché Cole desiderasse farla seppellire insieme a Gabriel. Athena infatti non trovava appropriato che sua figlia venisse sotterrata nella tomba dei Lockhart dato che lei e Cole avevano divorziato. Cole mette a disagio Luisa quando, parlando con Athena, afferma che Alison era sua moglie. Al funerale prendono parte gli amici e i conoscenti di Alison, compreso Noah, inoltre c'è pure Ben, che Cole guarda con rabbia, infatti sospetta ancora della sua colpevolezza. Tutti i presenti prendono l'urna con le sue ceneri e a turno diranno qualcosa in sua memoria, ma quando arriva il turno di Cole lui ruba l'urna e si dirige al cimitero davanti alla tomba del figlio. Noah lo raggiunge e cerca di fargli capire che ormai lei è morta, non ha senso arrabbiarsi solo perché è stata cremata. Cole non può fare a meno di pensare al fatto che se Noah non gli avesse portato via la moglie ora lui e Alison sarebbero ancora sposati e Cole avrebbe potuto decidere come organizzare il suo funerale, chiedendo a Noah per quale motivo ha distrutto il suo matrimonio. Noah gli risponde che conobbe Alison in un momento della sua vita dove lui era molto infelice e purtroppo Alison non è stata capace di aiutarlo a stare meglio. Noah lascia solo Cole, e quando cala la notte lui viene raggiunto da Cherry, la quale ormai ha accettato che il suo defunto marito era innamorato di Nan, e infatti voleva che Cole la conoscesse durante il suo viaggio a Morro Bay. Cole ammette che ormai non ha più la forza di reagire, voleva tornare con Alison ma ora è tutto finito, Cherry gli spiega che suo padre e Alison erano persone speciali non destinate a essere presenti per molto, Cherry in fondo sapeva che lei e suo marito non sarebbero invecchiati insieme e forse questo le diede la forza di superare la sua morte. Cherry è convinta che Cole troverà la forza di andare avanti e di essere un bravo padre per Joanie. Cole torna a casa e finalmente lui e Luisa parlano della fine del loro matrimonio, comunque Cole intende ancora essere suo marito, almeno legalmente, e di fare di lei la tutrice legale di Joanie, così avrà al cittadinanza, infatti Cole non vuole che Luisa esca dalla vita di sua figlia perché avrà bisogno pure di lei. Cole lascia Montauk (cosa che suo padre non ebbe mai modo di fare) insieme a sua figlia dicendole che anche se Alison è morta lei sarà sempre nei suoi pensieri.
A Los Angeles, Vic viene ricoverato in ospedale, gli rimane poco da vivere, Whitney va a trovare sua madre insieme al suo fidanzato Colin, non mostrando molta sensibilità nei riguardi di Helen nonostante il momento difficile che sta passando, anche i genitori di Vic la trattano con indifferenza. Helen è molto sorpresa nel vedere Sierra in ospedale, e lei gli rivela di essere incinta, il bambino è di Vic, confessandole di aver avuto una breve storia con lui e che vuole tenere il bambino, sebbene ci tenga a precisare che non prova nulla per Vic, in realtà è di Helen che si è innamorata. Helen viene raggiunta da Noah, tra l'altro Helen si rivela dispiaciuta per la morte di Alison. Helen gli confessa che non è più certa del fatto che lei sia realmente innamorata di Vic, o per lo meno anche solo del fatto che lo abbia amato quanto Noah, le piaceva l'idea che un uomo come lui si prendesse cura di lei, ma ora sente di avergli portato via del tempo prezioso. Noah le fa capire che la sua visione dell'amore è condizionata dalle esperienze vissute, quando lei e Noah si sposarono erano ancora giovani ed era tutto più semplice, mentre quando ha conosciuto Vic aveva già vissuto molte delusioni, ciò nonostante Noah è della convinzione che si possano amare le persone anche in maniera diversa aggiungendo che l'amore che Helen e Vic provano l'una per l'altro è sincero, affermando che Helen è la donna più forte che conosce. Anche Noah sta soffrendo molto, lui condanna se stesso sentendo di aver deluso Alison, ma Helen gli fa capire che non è lui la causa della sua tragica fine. Helen va a trovare Vic nella sua stanza, lui non vuole morire ma rimanere con Helen e i suoi figli, e lei si sdraia insieme a lui nel letto dicendogli che lo ama. Helen va da Sierra e le dà il permesso di dire a Vic che aspetta un bambino da lui.